# Behance
Behance (estilizado Bēhance) es una red de sitios y servicios especializada en la autopromoción, incluyendo consultoría y sitios de portafolio en línea. Es propiedad de Adobe.
Entidades como Linkedin, AIGA, Adweek, Cooper-Hewitt, National Design Museum, y centros de estudios como Art Center College of Design, Rhode Island School of Design (RISD) y the School of Visual Arts (SVA), han utilizado sus servicios.

## Served sites
El contenido de la red Behance provee a una red de sitios llamados el «Served sites», los cuales muestran trabajo en categorías concretas como moda, diseño industrial, y tipografía. En septiembre de 2010, fueron añadidos, diseño de juegos y artes digitales. En abril de 2012, publicidad, arte y arquitectura.

## Método de acción
El método de acción es una metodología de productividad pensada en profesionales creativos. Incluye una línea de productos de papel. Poseía una aplicación en línea llamada «Action Method Online», pero fue descontinuada el 1 de junio de 2014.

## 99U
El 99U es un servicio de consultoría y conferencia anual en la Ciudad de Nueva York enfocada en el marketing. El nombre 99U proviene de la frase de Thomas Edison: «El genio es 1% inspiración y 99% transpiración». En 2011, 99U ganó un Webby Award por «El mejor blog cultural».

## Premios
- 2009: Finalista del Premio Webby (La Red Behance) – Categoría de Autopromoción.
- 2009 Finalista del Silicon Alley Insider Award – Por el mejor producto o servicio.[5]
- 2011 Ganador del Premio Webby – El mejor blog cultural.[6]